# Championnat d'Amérique du Sud masculin de volley-ball 2005
Navigation
Édition précédente Édition suivante
Le 26e championnat d'Amérique du Sud de volley-ball masculin s'est déroulé du 14 septembre 2005 au 18 septembre 2005 à Lages, Brésil. Il a mis aux prises les six meilleures équipes continentales.

## Équipes présentes
- Argentine
- Brésil
- Chili
- Colombie
- Paraguay
- Venezuela

## Classement final
| Place              | Équipe    |
| ------------------ | --------- |
| Médaille d'or      | Brésil    |
| Médaille d'argent  | Argentine |
| Médaille de bronze | Venezuela |
| 4                  | Colombie  |
| 5                  | Chili     |
| 6                  | Paraguay  |